# اولگا تافنل
اولگا تافنل (انگلیسی: Olga Tufnell; ۲۶ ژانویهٔ ۱۹۰۵ – ۱۱ آوریل ۱۹۸۵) باستان‌شناس بریتانیایی بود که در کاوش‌های شهر باستانی لاچیش در دهه ۱۹۳۰ کمک کرد. او هیچ آموزش رسمی در باستان‌شناسی ندیده بود، اما قبل از اینکه به او یک وظیفه میدانی داده شود، چندین سال به عنوان منشی برای فلیندرز پتری کار کرده بود. اولگا سپس به جیمز لزلی استارکی در اکسپدیشن برای یافتن لاچیش در سال ۱۹۲۹ پیوست و برای فصول بعدی در تیم باقی ماند.
وقتی استارکی در سال ۱۹۳۸ کشته شد، تیم دوره کاوش را به پایان رساند و سپس سایت را تعطیل کرد. اولگا داوطلب شد تا گزارش حفاری را بنویسد و بیست سال بعد را صرف تحقیق و نوشتن گزارش حفاری کرد. کار اولگا به عنوان کتاب منبع برجسته برای باستان‌شناسی فلسطین در نظر گرفته شده‌است. هنگامی که این گزارش منتشر شد، اوتوجه خود را به فهرست نویسی اسکراب معطوف کرد.

## زندگی
اولگا تافنل در ۲۶ ژانویه ۱۹۰۵ در سادبری، سافولک در یک خانواده سرشناس زمین‌دار به دنیا آمد. پدرش ستوان دوم در گردان چهارم هنگ اسکس بود، و مادرش با انجمن انگلیسی- چک کار می‌کرد. اولگا فرزند وسط همراه با دو برادر به نام‌های جولیف گیلبرت تافنل و لوئیس دو ساومرز تافنل بود. او دوران کودکی خود را در لیتل والتام، روستایی که در بریتانیا است و در چلمزفورد واقع شده گذراند و قبل از پایان تحصیل در ایتالیا در مدارس لندن و بلژیک تحصیل کرد.
زمانی که اولگا در سال ۱۹۲۲ دوران پایانی خود را در مدرسه به پایان رساند، برای کمک به دوست صمیمی مادرش هیلدا پتری و همسرش سر فلیندرز پتری رفت تا با نمایشگاهی از یافته‌های اخیر آنها در دانشگاه کالج لندن شرکت کند. پیش از اینکه نقش منشی را بر عهده بگیرد. او به مدت پنج سال منشی هیلدا پتری را برعهده داشت، اگرچه او آن کار را «کسل کننده و تکراری» در جمع‌آوری کمک‌های مالی توصیف کرد، اما مدتی را نیز صرف طراحی و تعمیر سفال گذراند. کار اولگا ظاهراً سر فلیندرز را تحت تأثیر قرار داد که در پایان سال ۱۹۲۷ به او فرصتی داد تا در سال ۱۹۲۸ به او در این زمینه کمک کند.

## سفرها
اگرچه خود سر فلیندرز در سال ۱۹۲۹ به این اکسپدیشن ملحق نشد، او اولگا را به همراه گروهی از باستان شناسان دیگر به عتمانیه روستایی در مصر فرستاد، جایی که آنها دو ماه را صرف ثبت نقش برجسته از مقبره‌های حاکمان باستانی کردند. او و چند تن از همکارانش، از جمله جرالد لنکستر هاردینگ، سپس به کاوش‌های اولیه دوره که توسط جیمز لزلی استارکی در گروه مقبره الفراح در فلسطین رهبری می‌شد، پیوستند.
در طول این مدت او نه تنها بر کار یک تیم نظارت می‌کرد، بلکه یک کلینیک عصرگاهی را برای کارگران و خانواده‌های عرب و همچنین سایر مردم محلی اداره می‌کرد. در مجموع، او روزانه به چهل نفر با جراحات جزئی یا ناراحتی معده کمک می‌کرد. سر فلیندرز در سال ۱۹۳۰ به گروه پیوست و پس از بررسی آثار اولگا به او اجازه داد تا آن را به نام خود منتشر کند. در سال ۱۹۳۱، در طول سفر پتری به تل العجول، اولگا مقبره هیکسوس را کشف کرد که شامل دفن اسب (horse burial) بود.
در سال ۱۹۳۲، استارکی از چارلز مارستون و هنری ولکام کمک مالی دریافت کرد تا یک اکسپدیشن جدا از پتری را آغاز کند، که اولگا به آن ملحق شد. اکسپدیشن ولکام-مارستون قرار بود بر حفاری شهر باستانی تل لاچیش که در در اسرائیل است متمرکز شود، قلعه ای که در کتاب مقدس ذکر شده‌است. طی شش سال بعد، تیم به برخی از یافته‌های مهم، از جمله نامه‌های لاچیش دست یافت، اما کار با قتل استارکی متوقف شد، در حالی که او در راه افتتاح موزه راکفلر در اورشلیم بود. تیم باقی مانده در طول فصل ۱۹۳۸/۹ کار خود را به پایان رساند، سپس سایت را تعطیل کرد و اولگا گزارش نهایی این دوره از کاوش‌ها را نوشت.